# Richard Barth (Musiker)

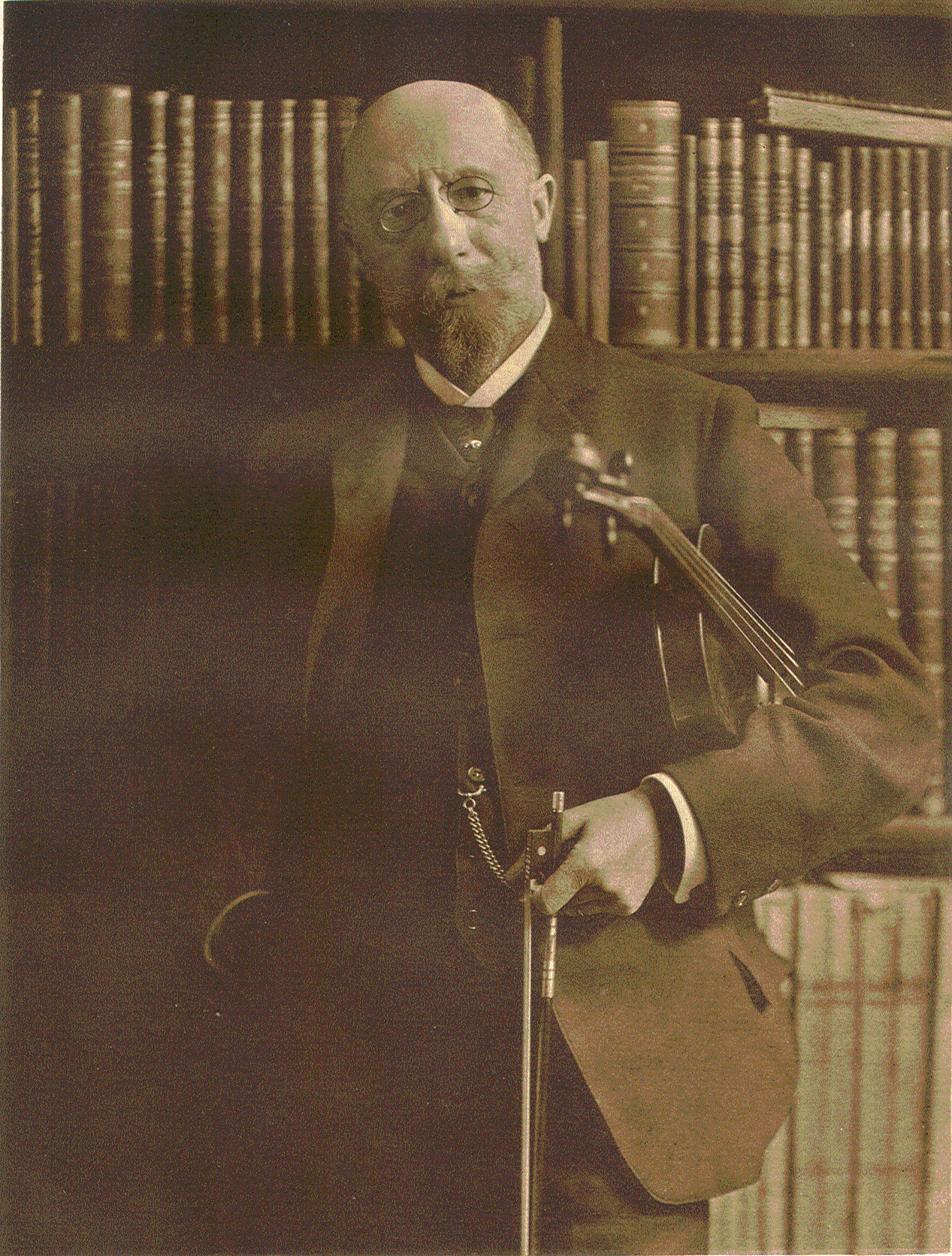
Richard Barth (1905)

Richard Barth (* 5. Juni 1850 in Groß Wanzleben; † 25. Dezember 1923 in Marburg) war ein deutscher Konzertmeister, Dirigent und Komponist.

## Leben
Richard Barth wurde als Sohn des Magdeburger Porzellanmalers und Stadtmusikus Johann Lorenz Barth (1822–1887) und dessen Ehefrau Auguste Therese Posse geboren.
Bereits im Alter von vier Jahren erlernte er, Geige zu spielen und verletzte sich durch einen Messerschnitt an der linken Hand, so dass ihm ein Geige spielen zunächst nicht möglich war. In seinem Ehrgeiz wechselte er die Rolle der Arme: mit der linken Hand nahm er den Geigenbogen
und mit der rechten Hand die Geige selbst. Beim Konzertmeister Beck in Magdeburg wurde er intensiv ausgebildet. Als seine Familie nach Thüringen verzogen war, ergab sich zufällig, dass die Königin Marie von Hannover auf seine Spielkunst aufmerksam wurde und ihn fortan wesentlich förderte. Von 1863 bis 1867 kam er unter die Fittiche von Joseph Joachim in Hannover.
Er kam nach Münster und war dort bis 1881 als Konzertmeister tätig. In dieser Funktion war er Stimmführer der 1. Violinen und kam in der Hierarchie gleich nach dem Dirigenten.
Am 6. Februar 1870 trat er zusammen mit Julius Otto Grimm bei einem Konzert der münsterischen Liedertafel zugunsten des städtischen Armenfonds auf.
Bevor er zum 1. Oktober 1887 Musikdirektor an der Philipps-Universität Marburg wurde, hatte er in Krefeld eine Beschäftigung als Konzertmeister.
1895 erhielt er die Berufung als Dirigent der Singakademie Hamburg und der Philharmonischen Konzerte.
1908 übernahm Barth die Leitung des Hamburger Konservatoriums.
Mit dem Hamburger Lehrergesangsverein war er bis 1913 erfolgreich auf Konzertreisen unterwegs.

## Ehrungen
- 1905 Dr. phil. h. c. der Universität Marburg

## Werke (Auswahl)
- Quartett in g-Moll für 2 Violinen, Viola und Violoncello
- Trios, Violine, Violoncello, Klavier, op. 19 (a-Moll)
- Lieder op. 11
- 7 Lieder op. 9
- Lieder und Gesänge op. 5
- Lieder und Gesänge op. 6
- Romanzen Violine, Orchester, op. 3
- Quartette, Vl 1 2, Va, Vc, op. 15

- 3 Sonaten für Violine und Klavier
- Violinromanze op. 14
- Violinromanze op. 3
- Klaviertrio